# LGA775
Socket T (або LGA 775) (або Socket 775),— роз'єм для установки процесорів на материнську плату, розроблений корпорацією Intel, випущений у 2004 році. 
Цей роз'єм Land Grid Array (LGA), який використовується кількома поколіннями настільних мікропроцесорів Intel, починаючи з Pentium 4 і до сімейств Core 2 Quad / Core 2 Extreme. LGA775 підтримує процесори Intel з тактовою частотою від 1,8 до 3,8 ГГц з частотами шини Front-Side Bus від 533 МГц до 1600 МГц. Цей роз'єм замінив Socket 478.
На відміну від попередника Socket 478, LGA 775 не має гнізд отворів, замість цього, він має 775 виступаючих пружних контактів.
Являє собою роз'єм з підпружиненими або м'якими контактами, які за допомогою спеціального держателя з захватом і ричага притискаються до процесора, не має штрихових контактів. Цей роз'єм використовує менш ефективну, ніж у AMD, шину, але на відміну від шини AMD Athlon вона масштабується. До того ж процесори Pentium 4, Celeron, Pentium Dual-Core і Core 2 Duo не містять в собі контролера пам'яті. Це дозволило Intel використовувати в нових процесорах стару шину з більш високою частотою. Однак ефективність використання пам'яті та кеш (при різних рівних умовах) трохи нижче, ніж у процесорів AMD.
Socket 775 відрізняється від усіх попередніх роз'ємів x86 тим, що не має отворів для контактів. Натомість він має 775 позолочених контактів, розташованих у вигляді сітки 33 x 30 контактів з секцією 15 x 14, звільненою по центру, з одним кутовим контактом та 4 контактами з двох боків роз'єму. Після того, як процесор розміщено в роз'ємі, його необхідно закріпити, натиснувши на важіль навантаження роз'єму. Роз'єм 775 гарантовано витримає щонайменше 20 циклів вставки.
Розмір сокета LGA775 становить 1,48 дюйма x 1,48 дюйма (3,75 см x 3,75 см), що приблизно на 15% більше, ніж розмір сокета 478. Водночас сокет 775 має на 60% більше контактів. Збільшення кількості контактів без еквівалентного збільшення розміру сокета було досягнуто за рахунок зменшення відстані між контактами. Ще однією перевагою нової конструкції сокета є нижчий опір контактів, що зменшує кількість тепла, що виділяється сокетом та його контактами.
Сокет LF-LGA775 є версією сокета LGA775, що відповідає вимогам RoHS.
При переході на нову пам'ять FB-DIMM Intel планувала відмовитися або суттєво доробити даний роз'єм. Однак високе енергоспоживання даної пам'яті примусило переглянути рішення за допомогою DDR3 і подальшого розвитку даного напрямку.

## Чипсети

#### Для процесорів сімейства Pentium 4
Чипсети компанії Intel
i910GL/i915G/GL/GV/P/PL/i925X/XE
Чипсети з підтримкою Core 2
945PL / 945P / 945G / 945GC / 945GZ / 955X / 946PL / 946GZ 
i955X / i946 / 946GZ / PL / 965 / i975 / Q965 / P965 / G965 / Q963 / i975X
G31 / G33 / G35 / P31 / P33 / P35 / X35 / X38
G41 / G43 / G45 / P43 / P45 / Q43 / Q45 / B43 / X48
D series
Чипсети компанії SiS
SiS 649/649FX/655/656/656FX/662/671/671FX/671DX/672
Чипсети компанії VIA
PT800/PM800/PT880/PM880/P4M800/P4M800 Pro/PT880 Pro/PT880 Ultra/PT894/PT894 Pro/P4M890/PT890/P4M900
Чипсети компанії ATI
ATI Radeon Xpress 200; ATI Radeon Xpress 1250, ATI CrossFire Xpress 3200
Чипсети компанії nVidia
nForce4 Ultra; nForce4 SLI XE; nForce4 SLI; nForce4 SLI X16; VIDIA C19; NVIDIA C19XE; NVIDIA Crush19 Ultra;
NVIDIA GeForce 7050 PV; NVIDIA GeForce 7100; NVIDIA GeForce 7150; Nvidia GeForce 9300, 9400; nForce 570 SLI; nForce 590 SLI; nForce 610i, 630i, 650i ultra, 650i sli, 680i lt sli, 680i sli; nForce 730i; nForce 740i sli; nForce 750i sli; nForce 780i sli; nForce 790i sli; 790i ultra, 790i ultra sli.

## Підтримувані процесори
Усі процесори в таблиці нижче фізично підходять для роз'єму LGA775, але не всі вони підтримуються всіма материнськими платами. Якщо ви оновлюєте стару комп'ютерну систему, переконайтеся, що процесор сумісний з вашою материнською платою. 
| CPU Family                | Частоти             | The fastest CPU(s)                                       |
| ------------------------- | ------------------- | -------------------------------------------------------- |
| Celeron 400 series        | 1.6 GHz - 2.2 GHz   | Celeron 450                                              |
| Celeron D                 | 2.4 GHz - 3.6 GHz   | Celeron D 365                                            |
| Celeron Dual-Core         | 1.6 GHz - 2.6 GHz   | Celeron Dual-Core E3400                                  |
| Core 2 Duo                | 1.8 GHz - 3.33 GHz  | Core 2 Duo E8600                                         |
| Core 2 Extreme            | 2.66 - 3.2 GHz      | Core 2 Extreme QX9770                                    |
| Core 2 Quad               | 2.4 GHz - 3 GHz     | Core 2 Quad Q9650                                        |
| Pentium 4                 | 2.66 GHz - 3.8 GHz  | Pentium 4 672 Pentium 4 670 Pentium 4 571 Pentium 4 570J |
| Pentium 4 Extreme Edition | 3.2 GHz - 3.73 GHz  | JM80547PH1092MM (BX80547PH3730F)                         |
| Pentium D                 | 2.66 GHz - 3.6 GHz  | Pentium D 960                                            |
| Pentium Dual-Core desktop | 1.6 GHz - 3.06 GHz  | Pentium Dual-Core E6600                                  |
| Pentium Extreme Edition   | 3.2 GHz - 3.73 GHz  | Pentium Extreme Edition 965                              |
| Xeon 3000 series          | 1.86 GHz - 3.16 GHz | Xeon 3085 Xeon E3120 Xeon X3230 Xeon X3380               |

## Процесори Xeon та Core 2 Quad
Платформа на ринку представлена від 1 до 4-х ядерними процесорами, виконаними по 45 нм тех. процесу. Найбільше потужні виключно екземпляри серії Intel Xeon 5400 і Core 2 Quad з чотирма ядрами на борту.
Core 2 Quad вироблявся для домашніх комп'ютерів, а Xeon був серверним рішенням. 
Xeon нижче TDP - в порівнянні з аналогічними процесорами Core 2 Quad
Процесори серії Xeon можуть працювати з оперативною пам'яттю DDR2, і з DDR3.
У лінійці Xeon 5400 процесори нумеруються E54.., але є і моделі з нумерацією X54.., вони відрізняються збільшеним TDP і трохи вище множником, в іншому це ті ж процесори. Також є серія L54.., вона примітна помітно зниженим TPD, що дозволяє не переживати про охолодження

## Використання модифікованих серверних процесорів
Приклад процесора Xeon під сокет LGA 771 з патчем контактів для LGA 775
Використовуючи не стандартні модифікації серверних процесорів для сокета LGA771 (профілі ключів і заклейки контактів) і материнських плат (налаштування модифікованого BIOS з мікрокодами для Xeon’ов) досягається стабільна робота на ряду материнських плат. Ця модифікація отримала стільки широкого розповсюдження, що деякі торгові майданчики продають уже модифіковані процесори Xeon із колишніх у використанні.
Модифіковані процесори Xeon для сокета LGA 775 мали ціну  менше ніж  схожі з Core 2 Quad.

## Таблиця характеристик процесорів Xeon[3]
| Модель | Ядер/Потоків | Тактова частота | Кеш L2 | Множник | Шина     | TDP   |
| E5405  | 4/4          | 2.00 ГГц        | 12 MB  | 6       | 1333 МГц | 80Вт  |
| E5410  | 4/4          | 2.33 ГГц        | 12 MB  | 7       | 1333 МГц | 80Вт  |
| E5420  | 4/4          | 2.5 ГГц         | 12 MB  | 7.5     | 1333 МГц | 80Вт  |
| E5430  | 4/4          | 2.66 ГГц        | 12 MB  | 8       | 1333 МГц | 80Вт  |
| E5440  | 4/4          | 2.83 ГГц        | 12 MB  | 8.5     | 1333 МГц | 80Вт  |
| E5450  | 4/4          | 3.00 ГГц        | 12 MB  | 9       | 1333 МГц | 80Вт  |
| E5462* | 4/4          | 2.83 ГГц        | 12 MB  | 7       | 1600 МГц | 80Вт  |
| E5472* | 4/4          | 3.00 ГГц        | 12 MB  | 7.5     | 1600 МГц | 80Вт  |
| X5460  | 4/4          | 3.16 ГГц        | 12 MB  | 9.5     | 1333 МГц | 120Вт |
| X5470  | 4/4          | 3.33 ГГц        | 12 MB  | 10      | 1333 МГц | 120Вт |